# Владение 18
«Владение 18» — российский фильм ужасов, триллер, дебютная работа в полном метре режиссёра Святослава Подгаевского. В главных ролях Дмитрий Ендальцев и Мария Фомина. В российский прокат картина вышла 13 марта 2014 года.

## Сюжет
Сиреневые Холмы, владение 18 — адрес обычной современной новостройки на окраине города. Скоро здесь будет новый цветущий микрорайон, но пока вокруг царит девственное запустение, из-за чего цены на квартиры в этом доме так заманчиво низки и продают их только по специальной благотворительной программе инвесторов. Молодожёны Максим (Дмитрий Ендальцев) и Света (Мария Фомина) решают использовать предоставленный им шанс переехать из коммуналки в собственную квартиру.
Но вскоре после новоселья они начинают понимать, что с новым домом что-то не так. Только по звукам и теням они узнают о существовании в их доме соседей (но сами соседи не спешат показаться им на глаза), сторож участка, на котором стоит дом, больше напоминает своим поведением надзирателя в концлагере, а по ночам Максиму и Свете снятся странные кошмарные сны, которые совсем не похожи на игру воображения. Наконец, они узнают, что в новостройку уже три года пытаются кого-то заселить, но все новосёлы таинственным образом исчезают. А между тем эти самые новосёлы начинают посещать Максима и Свету и рассказывать им о том, какой страшной смертью они умерли в этом доме.

## В ролях
| Актёр             | Роль                                                       |
| ----------------- | ---------------------------------------------------------- |
| Дмитрий Ендальцев | Максим Галанин                                             |
| Мария Фомина      | Светлана Галанина                                          |
| Виктория Райкова  | Демон, Зоя                                                 |
| Виктор Соловьёв   | Отец (Пётр Константинович)                                 |
| Борис Полунин     | Сторож (Юрий Геннадьевич)                                  |
| Сергей Холмогоров | Сыщик (Денис Егоров, частный детектив)                     |
| Юрий Филатов      | Следователь (Степан Евгеньевич Кондрашов, капитан полиции) |
| Сергей Колешня    | Риэлтор                                                    |

## Съёмочная группа
- Режиссёр-постановщик: Святослав Подгаевский
- Сценарист: Дмитрий Бесин
- Оператор-постановщик: Николай Орлов
- Композитор: Эдгар Аренс
- Художник-постановщик: Андрей Филонов

## Саундтрек
- Слот — Просточеловек
- Эдгар Аренс — OST Владение 18

## Производство и релиз
Съёмки фильма прошли в 2012 году. Из-за ограниченного бюджета постпродакшн картины затянулся и закончился весной 2013 года. Премьера фильма состоялась через год, 13 марта 2014 года. Задержка выхода картины была связана с планированием работы кинопрокатчика. Фильм вышел в ограниченный прокат, было создано 250 копий. Бюджет фильма составил 1,1 млн долларов США, а кассовые сборы — 320 тысяч долларов США.